# Мишо Дубљанић
Мишо Дубљанић (Никшић, 20. децембра 1999) црногорски је фудбалски голман, који тренутно наступа за Јединство са Уба.

## Каријера

### Почеци
Мишо Дубљанић рођен је 20. децембра 1999. у Никшићу, а фудбал је почео да тренира у локалној школи фудбала „Андерба“. Ту се задржао до своје шеснаесте године, а затим је 2015. приступио екипи Сутјеске, те је наредне три године наступао за омладинску екипу тог клуба. Освојивши наслов првака државе у омладинској конкуренцији, Дубљанић је за екипу Сутјеске бранио у УЕФА Лиги младих, где су његове игре пратили скаути прашке Спарте. У Сутјесци је остао до краја календарске 2017, а затим, после пробе коју је прошао, потписао је уговор са чешким клубом. Недуго затим прослеђен је Динаму из Чешких Будјејовица, где је током 2018. био при првом тиму, али није наступао у сениорској конкуренцији.

### Спартак Суботица
Дубљанић је почетком 2019. године приступио екипи суботичког Спартака, а затим је првим тимом тог клуба отпутовао на припремни период у Турској. По повратку у Србију, пред наставак такмичења у Суперлиги Србије, Дубљанић је и званично регистрован за клуб, те је у другом делу сезоне 2018/19. фигурирао као трећа опција, уз Милоша Остојића и Ивана Лучића. Средином априла 2019. године, Дубљанић је потписао четворогодишњи професионални уговор са Спартаком. Иако није наступао на званичним сусретима, бранио је на пријатељском сусрету против Рађевца из Крупња, одиграном у мају исте године.
На почетку припрема за нову сезону, Дубљанић се одазвао првој прозивци тренера Владимира Гаћиновића, као један од тројице голмана, уз Лучића и Ивана Докића, повратника са позајмице из нижелигаша Бачке. Пред одлазак на базични део припрема на Златибору, Иван Лучић је прешао у састав Смедерева, док се у тренажни погон вратио Милош Остојић, који је са младом репрезентацијом Србије учествовао на Европском првенству.
По завршетку летњег прелазног рока и репрезентативне паузе у септембру 2019, дотадашњег првог чувара мреже суботичког Спартака, Милоша Остојића, пред голом је заменио Иван Докић. Дубљанић је услед тих околности од тада неколико узастопних утакмица провео на клупи за резервне играче, као други голман екипе. Свој први професионални наступ забележио је у 15. колу Суперлиге Србије, на гостовању Напретку на Стадиону Младост у Крушевцу. Он тада у игру ушао у 60. минуту, заменивши јединог стрелца на сусрету, Стефана Шормаза, након црвеног картона који је Докић добио због прекршаја у шеснаестерцу своје екипе. Непосредно по ступању на терен, одбранио је једанаестерац који је извео капитен домаћег састава, Игор Ивановић. Спартак је до краја утакмице сачувао минималну предност, док је Дубљанић изабран за најбољег појединца тог догађаја. У следећем колу, против београдског Рада, Дубљанић је бранио читаву утакмицу, када је његов тим поражен резултатом 2 : 0. Током репрезентативне паузе у новембру, Спартак је одиграо пријатељску утакмицу са Универзитатеом у Крајови, када је Дубљанић такође бранио у првом делу сусрета, док је на првом наредном сусрету, против сурдуличког Радника, добио прилику испред Ивана Докића. Усталивши се у саставу свог тима, Дубљанић је до краја исте календарске године био први избор пред голом Спартака.
На отварању пролећног дела сезоне, против нишког Радничког, Дубљанић је такође наступио у првој постави. Бранио је, такође, у наредном колу, против Вождовца на крову Тржног центра, када је Спартак остварио победу резултатом 3 : 2, након резултатског преокрета. Након тог дуела, Дубљанић је остао ван такмичарске екипе због повреде, па је на наредним првенственим сусретима прилику добио новопридошли Филип Дујмовић. После четири такмичарске утакмице ван протокола, рачунајући и сусрет осмини финала Купа Србије, са београдским Партизаном, на ком је бранио Иван Докић, Дубљанић се вратио у састав. Бранио је читав сусрет 26. кола Суперлиге Србије, против новосадске Војводине, који је завршен без погодака. Због свог учинка пред голом Спартака, Дубљанић је изабран за најбољег појединца тог догађаја, према оцени извештача Спортског журнала, док га је редакција истог листа уврстила у тим кола. Дан након те утакмице, 15. марта 2020. године, председник Републике Србије, Александар Вучић, саопштио је одлуку о проглашењу ванредног стања на територији читаве државе, услед епидемије вируса корона. У складу с тим, Фудбалски савез Србије је обавестио јавност да су од тог момента отказани сви догађаји под окриљем те организације и да клубови треба да се придржавају даљих упутстава надлежних институција. Екипа Спартака се, у моменту доношења одлуке, налазила на седмом месту табеле Суперлиге Србије, за такмичарску 2019/20, а руководство клуба је према наредбама одложило све активности играчког кадра.

## Статистика

#### Клупска
Ажурирано 20. марта 2020.
| Клуб                     | Сезона   | Лига             | Лига    | Лига   | Национални куп | Национални куп | Европа  | Европа | Остало  | Остало | Укупно  | Укупно |
| Клуб                     | Сезона   | Дивизија         | Наступа | Голова | Наступа        | Голова         | Наступа | Голова | Наступа | Голова | Наступа | Голова |
| ------------------------ | -------- | ---------------- | ------- | ------ | -------------- | -------------- | ------- | ------ | ------- | ------ | ------- | ------ |
|                          |          |                  |         |        |                |                |         |        |         |        |         |        |
| Динамо Чешке Будјејовице | 2017/18. | Друга лига Чешке | 0       | 0      | —              | —              | —       | —      | —       | —      | 0       | 0      |
|                          |          |                  |         |        |                |                |         |        |         |        |         |        |
| Спартак Суботица         | 2018/19. | Суперлига Србије | 0       | 0      | 0              | 0              | —       | —      | —       | —      | 0       | 0      |
| Спартак Суботица         | 2019/20. | Суперлига Србије | 9       | 0      | 0              | 0              | —       | —      | —       | —      | 9       | 0      |
| Спартак Суботица         | Укупно   | Укупно           | 9       | 0      | 0              | 0              | —       | —      | —       | —      | 9       | 0      |
|                          |          |                  |         |        |                |                |         |        |         |        |         |        |
| Каријера                 | Каријера | Каријера         | 9       | 0      | 0              | 0              | —       | —      | —       | —      | 9       | 0      |
|                          |          |                  |         |        |                |                |         |        |         |        |         |        |